# Jesper Högström
Jesper Högström, född 11 september 1965, är en svensk författare, journalist, skribent för Expressen och Offside samt översättare. Han skrev 2004 romanen Den andra stranden samt 2006 och 2008 fotbollsböckerna VM-boken (om fotbolls-VM 2006) respektive Blågult (om svenska landslaget). Han deltog bland annat i den så kallade Litteraturdebatten våren 2007 i Expressen och Dagens Nyheter med ett par artiklar. 
2013 översatte Högström Hilary Mantels svit om Thomas Cromwell. 2017 skrev Högström en omtalad biografi om Hjalmar Söderberg. 2021 kom han ut med en biografi om författaren och poeten Tora Dahl, i vilken Högström avslöjar Dahls tidigare okända kärleksförhållanden med de två författarna Erik Lindegren och Gunnar Ekelöf.
År 2023 tilldelades han Inge Jonssons pris av Samfundet De Nio.

### Översättningar (urval)
- Deon Meyer: Död i gryningen (2008)
- Hilary Mantel: Wolf Hall (Weyler, 2013)
- Philip H. Knight: Driv : historien om Nike (Pintxo, 2016)
- H. G. Bissinger: Friday night lights : en stad, ett lag och en dröm (Pintxo, 2016)